# 26 квітня
26 квітня — 116-й день року (117-й у високосні роки) в григоріанському календарі. До кінця року залишається 249 днів.

## Свята і пам'ятні дні

### Міжнародні
- ООН: Всесвітній день інтелектуальної власності (затверджений Генеральною Асамблеєю Всесвітньої організації інтелектуальної власності)
- ООН: Міжнародний день пам'яті про чорнобильську катастрофу

### Національні
- Україна: День пам'яті жертв радіаційних аварій та катастроф.
- Україна: День пам'яті аварії на ЧАЕС
- Україна : День Вишні
- Танзанія: День злуки.
- Ізраїль: День пам'яті воїнів.
- Вірменія: День прикордонника.
- Італія: Дженаццано. Свято пам'яті Маріанської Богоматері 1467.
- США: Національний день дітей і домашніх тварин. День кренделя.

### Професійні
- Нікарагуа: День секретаря (Día de la Secretaria).

### Релігійні

#### Християнство
- День Святого Анаклета I.

Православні:
- Священномученика Василія, єпископа Амасійського.
- Праведної Глафіри, діви.
- Преподобного Іоаникія Дівиченського.

### Іменини
- ✙ Православні: Василь[1]
- ✝  Католицькі: Артемія, Клета, Марія, Марцеліна, Морена, Мажена

## Події

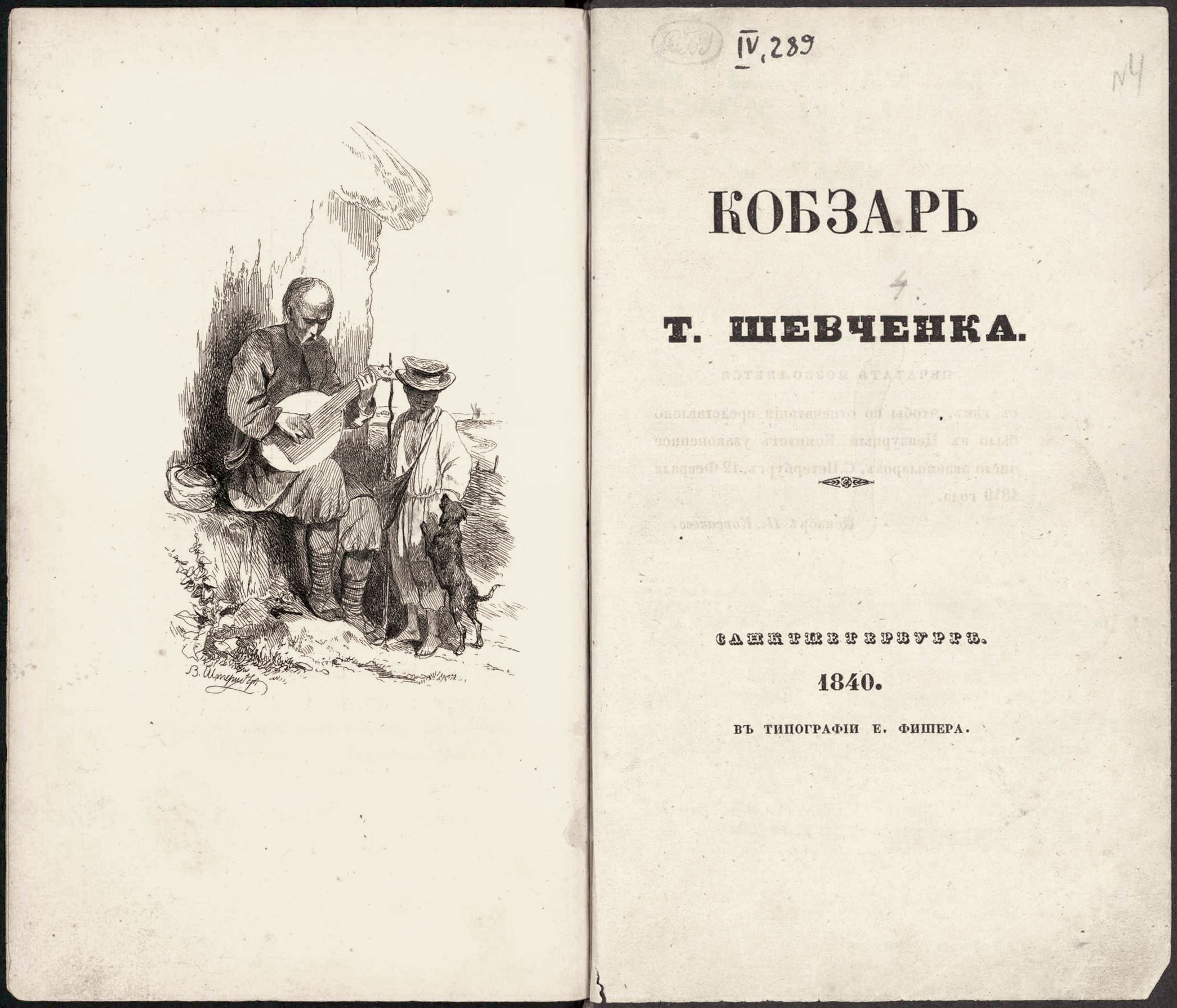
Обкладинка першого видання «Кобзаря». Офорт В. І. Штернберга, 1840

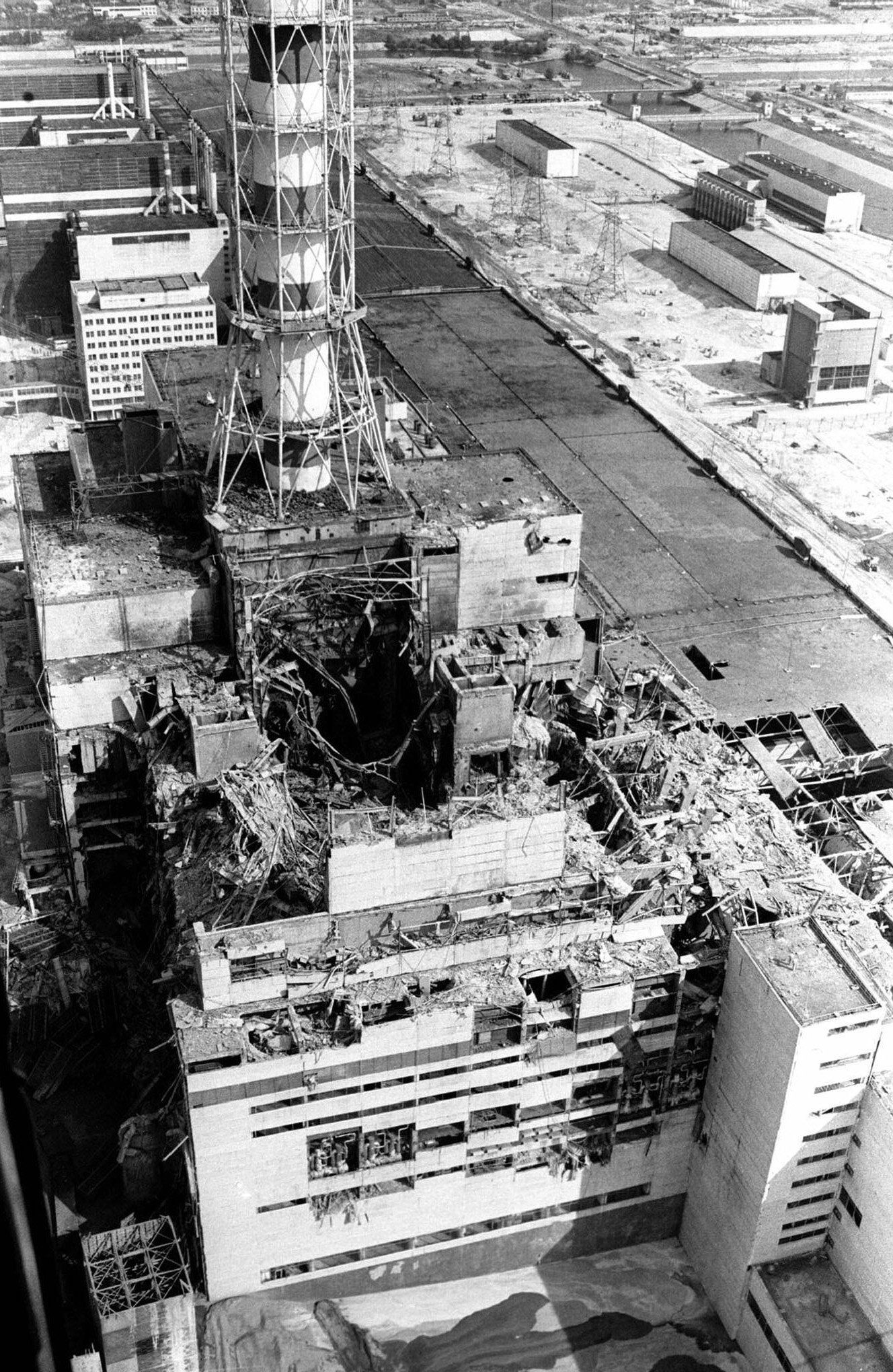
Фото зруйнованого реактора ЧАЕС з гвинтокрила, 27 квітня 1986

- 1289 — єгипетські мамелюки захопили Триполі
- 1478 — під час меси в кафедральному соборі вбили правителя Флоренції Джуліано Медічі, однак його брат Лоренцо відбив напад і, очоливши війська, придушив спробу перевороту
- 1514 — польський астроном Микола Коперник провів своє перше спостереження за Сатурном. На підставі цього і наступних спостережень він зробив висновок про геліоцентричний принцип побудови Сонячної системи
- 1525 — Томас Мюнцер очолив загін німецьких селян і підняв повстання
- 1607 — на мисі Генрі (Вірджинія) здійснили висадку перші в Америці англійські колоністи
- 1654 — євреї вислані з Бразилії
- 1783 — тринадцятилітний Людвіг ван Бетховен призначений музикантом клавішних інструментів придворного оркестру в Бонні
- 1795 — російська імператриця Катерина ІІ видала Маніфест про приєднання Курляндії.
- 1798 — Франція анексувала Республіку Женева
- 1840 — з друку вийшло перше видання «Кобзаря» Тараса Шевченка
- 1860 — у Канаді створено батальйон волонтерської міліції, який в майбутньому став першим полком канадської регулярної армії
- 1863 — у петербурзькому Маріїнському театрі відбулась прем'єра опери українського композитора Семена Гулак-Артемовського «Запорожець за Дунаєм». Лібрето написав сам Семен Степанович, він же і виступив в головній партії хвацького козака-підкаблучника Карася
- 1865 — Громадянська війна в США: армія конфедератів на чолі з Джозефом Джонстоном капітулювала перед союзними військами в битві під Дюрнгемом (Південна Кароліна)
- 1881 — через вибух боєприпасів затонув англійський паровий шлюп «Дотерель», 143 моряка загинули
- 1911 — французька армія зайняла столицю Марокко
- 1912 — створено перший в російській і світовій мультиплікації об'ємний мультфільм «Прекрасна Люканіда» (автор фільму В. А. Старевич)
- 1915 — в Адріатичному морі австрійська субмарина торпедувала і потопила французький броненосний крейсер «Леон Гамбетта»
- 1915 — Італія підписала таємний Лондонський договір про умови війни на стороні Антанти
- 1918 — в Україні розформовані підрозділи «синьожупанників», утворені в Німеччині з полонених українців
- 1921 — у Лондоні на вулицях з'явився перший поліцейський патруль на мотоциклі
- 1923 — принц Йоркський Альберт одружився з Єлизаветою Боус-Лайон
- 1925 — обрання фельдмаршала П.Гінденбурга президентом Німеччини («Веймарської Республіки»)
- 1926 — уряд Веймарської республіки і уряд СРСР уклали міждержавну угоду про дружбу і співпрацю
- 1933 — у Німеччині створено Гестапо (таємну державну поліцію), сформовану на основі політичного і розвідувальних відділів прусської поліції
- 1936 — у радянській міліції введені військові звання
- 1937 — німецькі літаки з «Легіону Кондор», надісланого Адольфом Гітлером на допомогу націоналістичним силам генерала Франсіско Франко, провели тригодинне бомбардування баскського міста Ґерніка (Північна Іспанія)
- 1939 — уряд Великої Британії прийняв закон про обов'язкову військову службу
- 1942 — Адольфа Гітлера проголосили «верховним суддею Райху», тож він отримав право видавати закони самостійно
- 1942 — у Хонкейко (Манчжурія) сталася наймасштабніша за жертвами катастрофа на шахті. Загинуло 1549 шахтарів
- 1944 — підрозділи англійських командос викрали командувача німецькими військами на Криті генерала Генріха Крайпе
- 1945 — на франко-швейцарському кордоні заарештовано голову вішистського уряду Франції, маршала А.Петена
- 1945 — Україна увійшла до складу ООН як член-засновник
- 1954 — у Женеві за участю США, СРСР, КНР, Франції та Великої Британії розпочала свою роботу конференція, покликана знайти мирне рішення конфлікту Франції та В'єтнаму в Індокитаї, який тривав з 1946 року
- 1956 — в СРСР розпочато масовий випуск автомобіля «Москвич-402»
- 1961 — розірвані радянсько-албанські економічні відносини
- 1962 — запущений у космос англо-американський супутник «Ariel», перший в історії міжнародний об'єкт у космосі
- 1962 — космічний зонд NASA «Ranger 4» розбився об поверхню Місяця
- 1964 — надійшов у продаж перший диск «Rolling Stones»
- 1964 — бостонський баскетбольний клуб «Celtic» встановив безпрецедентний рекорд — шоста підряд перемога в чемпіонаті НБА
- 1965 — указом Президії ВР СРСР 9 травня (День Перемоги) оголошений неробочим днем
- 1965 — у Києві вперше вийшла в етер радіостанція «Промінь»
- 1966 — 8-бальний землетрус в Ташкенті (Узбекистан). За офіційними радянськими даними, загинуло 8 осіб, близько 150 отримали поранення, без житла залишились бл. 300 тисяч людей
- 1979 — у Брюховицькому лісі під Львовом було знайдено підвішеного працівниками КГБ Володимира Івасюка
- 1985 — у Варшаві вищі партійні і державні діячі країн Варшавського договору підписали угоду про продовження терміну його дії на 20 років
- 1986 — о 1 год. 23 хв. за київським часом сталася найбільша техногенна аварія в історії людства — вибухнув четвертий реактор Чорнобильської АЕС і сумарна радіація ізотопів, викинутих в повітря, склала 50 мільйонів кюрі, що в 30-40 разів більше, ніж при вибуху бомби в Хіросімі в 1945 році
- 1987 — тенісна зірка Кріс Еверт виграла свій 150-й професійний турнір — у фіналі змагань у Х'юстоні вона перемогла Мартіну Навратілову
- 1989 — під час мітингу пам'яті жертв Чорнобиля у Львові вперше замайоріли синьо-жовті прапори
- 1989 — у місті Шатурія (Бангладеш), смерч забрав 1300 життів — рекордна кількість жертв унаслідок такого стихійного лиха
- 1991 — Верховна Рада РФ прийняла закон «Про реабілітацію репресованих народів», у якому передбачалася територіальна реабілітація
- 1994 — американські вчені з Національної лабораторії ім. Фермі надали свідчення того, що ними був відкритий останній, шостий кварк («Top» або t-кварк), полювання на котрого тривало 20 років
- 1994 — у Південно-Африканській Республіці пройшли перші міжрасові парламентські вибори. 62,65 % з 22 мільйонів білих і чорношкірих виборців віддали перевагу партії Африканський національний конгрес (АНК)
- 1994 — недалеко від Токіо зазнав аварії аеробус A300-600 Тайванських авіаліній — загинуло 264 особи, вижило лише семеро
- 1998 — у Х'юстоні (США) барбадосець Рон Кінг провів наймасовіший в історії сеанс одночасної гри в шашки, зігравши з 385 супротивниками і вигравши в усіх
- 1999 — Комп'ютерний вірус «Чорнобиль» ушкодив, за різними оцінками, до пів мільйона комп'ютерів по всьому світу
- 2000 — президент України Леонід Кучма заявив, що Чорнобильська АЕС буде закрита до кінця 2000 року
- 2000 — футбольна збірна Андорри отримала першу в своїй історії перемогу (над Білоруссю — 2:0)
- 2001 — ВОІВ встановила Всесвітній день інтелектуальної власності
- 2002 — Роберт Штайнхаузер убив 16 людей у гімназії Гутенберга в Ерфурті, Німеччина, перш ніж скоїв самогубство
- 2005 — Кедрова революція: під міжнародним тиском Сирія відкликає останній військовий гарнізон в Лівані, поклавши край своєму 29-річному військовому домінуванню в цій країні
- 2015 — Нурсултан Назарбаєв переобраний президентом Казахстану

## Народились
Дивись також Категорія:Народились 26 квітня
- 121 — Марк Аврелій, римський імператор з 161 року, належав до династії Антонінів; філософ-стоїк.
- 1319 — Іоанн II Добрий, король Франції.
- 1538 — Джованні Паоло Ломаццо, італійський художник і теоретик мистецтва, представник міланського маньєризму.
- 1564 — Вільям Шекспір, англійський драматург, актор і поет, хрещений цього дня (точна дата народження невідома).
- 1575 — Марія Медічі, королева Франції з 1600 року. З 1610 до 1617 року — регентка Франції.
- 1710 — Томас Рід, засновник шотландської школи філософії «здорового глузду» (†1796).
- 1785 — Джон Джеймс Одюбон, американський натураліст, орнітолог і художник-анімаліст, автор праці «Птахи Америки».
- 1787 — Людвіг Уланд, німецький поет і літературознавець.
- 1798 — Ежен Делакруа, французький художник доби романтизму (†1863).
- 1803 — Іван Кулжинський, український педагог, письменник, історик, етнограф. Учитель Миколи Гоголя, Євгена Гребінки, Нестора Кукольника.
- 1812 — Альфред Крупп, німецький промисловець і винахідник, найбільший постачальник зброї своєї епохи.
- 1829 — Григорій Данилевський, український письменник і публіцист, чиновник, мандрівник, етнограф, історик, автор численних романів і наукових розвідок з минулого України.
- 1830 — Петро Капніст, прозаїк, драматург і поет. Внук українського поета і драматурга Василя Васильовича Капніста.
- 1836 — Марія Кречунєк «Чукутиха», видатна гуцульська народна співачка, також відома зі світлини Миколи Сеньковського «Стара гуцулка», що була відзначена премією «Гран-прі» на Міжнародній європейській фотовиставці в Парижі 1931 року.
- 1852 — Тимченко Йосип Андрійович, український механік-винахідник.
- 1876 — Артур Меллер ван ден Брук, німецький історик, критик (ввів термін «третій рейх», який нацисти взяли для найменування своєї держави) (†1925).
- 1879 — Оуен Віланс Річардсон, англійський фізик, лауреат Нобелівської премії з фізики 1928 року.
- 1884 — Вадим Меллер, український художник-авангардист (кубофутурист, конструктивіст), сценічний художник, дизайнер театральних костюмів, ілюстратор та архітектор.
- 1886 — Габдулла Тукай, татарський поет (†1913).

- 1889 — Людвіг Вітгенштайн, австро-англійський філософ, один із засновників аналітичної філософії і один з найяскравіших мислителів XX століття.
- 1890 — Микола Зеров, український поет, літературознавець і перекладач (†1937).
- 1898 — Вісенте Алейксандре, іспанський поет, представник «покоління 1927». Лауреат Нобелівської премії з літератури за 1977 рік.
- 1900 — Чарльз Френсіс Ріхтер, американський фізик і сейсмолог, розробив шкалу для оцінки сили землетрусів.
- 1908 — Ширлі Гріффіт, американський блюзовий музикант
- 1915 — Джонні Шайнс, американський блюзовий музикант.
- 1932 — Майкл Сміт, канадський біохімік англійського походження, лауреат Нобелівської премії з хімії 1993, яку він розділив з Кері Маллісом.
- 1932 — Франсіс Ле, французький композитор, автор музики до фільмів («Чоловік і жінка», «Історія кохання»).
- 1933 — Арно Аллан Пензіас, американський фізик-експериментатор, радіофізик і астроном. Лауреат (Нобелівська премія за 1978 рік.
- 1940 — Джорджо Мородер, італійський композитор, один із «батьків» музики диско.
- 1943 — Петер Цумтор, швейцарський архітектор, лауреат Прітцкерівської премії 2009 року
- 1955 — Валерій Топій, учасник Євромайдану. Герой України.
- 1961 — Олександр Заваров, український футболіст і тренер, радник віце-прем'єра України з питань Євро-2012.
- 1968 — Олександр Оксанченко, український військовий льотчик, Герой України.
- 1970 — Меланія Трамп, словенсько-американська модель; 47-ма перша леді США.
- 1971 — Наокі Танака, японський комік і актор.
- 1977 — Том Веллінг, американський актор.
- 1978 — Стана Катич, канадська акторка.
- 1980 — Джордана Брюстер, американська акторка.
- 1980 — Анна Муха, польська акторка і журналістка.
- 1985 — Джон Ізнер, американський тенісист, учасник і переможець найдовшого матчу в історії тенісу.
- 1985 — Артем Федецький, український футболіст, захисник збірної України та ФК «Дніпро» (м. Дніпро).

## Померли

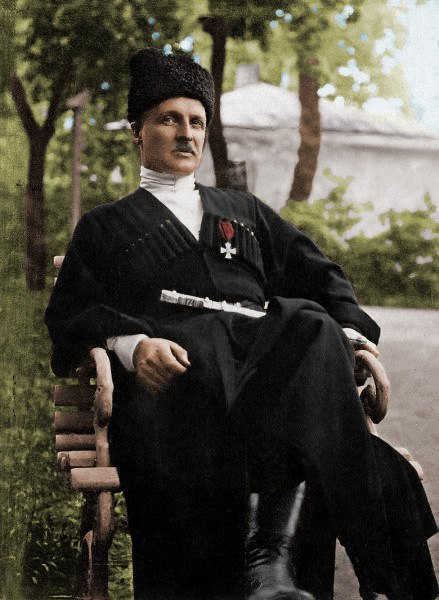
Павло Скоропадський

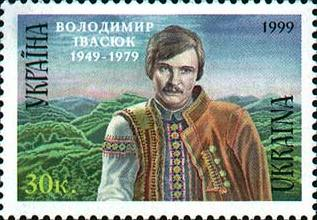
Володимир Івасюк

Дивись також Категорія:Померли 26 квітня
- 1444 — Робер Кампен, нідерландський живописець, наставник Рогіра ван дер Вейдена і один з перших портретистів в європейському живописі.
- 1489 — Асікаґа Йосіхіса, 9-й сьоґун сьоґунату Муроматі.
- 1802 — Станіслав Строїнський, художник-монументаліст Галичини доби бароко та раннього класицизму.
- 1910 — Б'єрнстьєрне Б'єрнсон, норвезький письменник, лауреат Нобелівської премії з літератури 1903 року.
- 1945 — Павло Скоропадський, український військовий і політичний діяч, гетьман України (1918)
- 1951 — Жуан Боррель, іспанський скульптор.
- 1979 — Володимир Івасюк, композитор-виконавець, поет, герой України (дата згідно зі свідоцтвом про смерть)
- 1984 — Каунт Бейсі, американський джазовий піаніст, органіст.
- 1988 — Гільєрмо Аро, мексиканський астроном.
- 1989 — Люсіль Болл, американська комедійна теле- і кіноакторка, співачка, модель, комікеса, телепродюсерка.
- 2005 — Марія Шелл, швейцарська акторка австрійського походження.
- 2017 — Джонатан Деммі, американський кінорежисер, продюсер та сценарист.